# Rida al-Tubuly
Rida Ahmed al-Tubuly (arabisch رضا الطبولي; Riḍā aṭ-Ṭubūlī; geb. 1967 in Tripolis) ist eine libysche Pharmakologin und Frauenrechtsaktivistin. Sie unterrichtet als Professorin an der Universität Tripolis.

## Biographie
Rida Al-Tubuly kam 1967 in der libyschen Hauptstadt Tripolis zur Welt. Sie fühlte sich mit fünf Jahren das erste Mal wegen ihres Geschlechts diskriminiert, weil ihr untersagt wurde, mit ihren Brüdern im Freien zu spielen. Nach der Schule studierte sie an der Universität Warschau und schloss 1987 als Master ab. Sie setzte ihr Studium in Großbritannien fort und promovierte 1997 in Pharmakologie am Imperial College London mit einer Dissertation mit dem Titel „Angiotensin II and hypoxia-induced pulmonary hypertension“. An der University of Essex absolvierte sie einen Masterstudiengang in Völkerrecht.
Rida al-Tubuly arbeitet heute als Professorin für Pharmakologie an der Universität Tripolis und als Leiterin der Abteilung für medizinische Statistik im libyschen Gesundheitsministerium. In dieser Funktion ist sie auch Bindeglied zwischen der Weltgesundheitsorganisation (WHO) und Libyen.
Al-Tubuly gründete 2011 gemeinsam mit drei ihrer Studentinnen die Maan-Nabneeha-Bewegung – Together We Build It (TWBI), eine Nichtregierungsorganisation, die das politische Engagement von jungen Leuten und Frauen unterstützen möchte. Sie schuf 2014 das 1325-Netzwerk, ein Verbund aus zivilgesellschaftlichen Organisationen, die sich für die Implementierung der Resolution 1325 des UN-Sicherheitsrates ein, die die gleichberechtigte Beteiligung von Frauen bei der Friedenssicherung und Friedenserhaltung in Kriegs- und Bürgerkriegsgebieten forderte und auch ausdrücklich sexualisierte Gewalt im Krieg ächtete. Al-Tubuly war Mitautorin des ersten Reports zur Resolution 1325, der 2014 in New York City veröffentlicht wurde. TWBI gründete auch die Libyan Women Database mit einem Expertinnen-Netzwerk für ganz Libyen.
Seit 2012 arbeitet al-Tubuly für die Stärkung von Frauen im demokratischen Prozess und ermutigt Frauen, sich mehr an Entscheidungen zu beteiligen und sich um Ämter zu bewerben. Sie warf die Frage auf, warum die Vereinten Nationen die libyschen Frauen nicht in die Friedensgespräche einbezogen, wo doch die Frauen während des Krieges am meisten gelitten hätten. Sie betonte, wie sehr sich der Krieg auf die Bewegungsfreiheit von Frauen und Mädchen und ihren Zugang zu Bildung auswirkt. und plädierte dafür, dass der Waffenhandel mit Libyen vollständig verboten werden sollte. Al-Tubuly ist regelmäßig als Expertin für die Situation der Frauen in Libyen für den Menschenrechtsrat der Vereinten Nationen und den Europarat tätig.

## Auszeichnungen
- 2019 Nennung in der Liste der 100 wichtigsten Frauen durch die BBC[13]

## Veröffentlichungen (Auswahl)
- Rida al-Tubuly: Angiotensin II receptor expression and inhibition in the chronically hypoxic rat lung. In: British Journal of Pharmacology. 119. Jahrgang, Nr. 6, 1996, S. 1217–1222, doi:10.1111/j.1476-5381.1996.tb16025.x, PMID 8937726, PMC 1915911 (freier Volltext) – (englisch).
- Rida al-Tubuly: The regulation of pulmonary vascular tone. In: British Journal of Pharmacology. 42. Jahrgang, Nr. 1, 1996, S. 127–131, doi:10.1046/j.1365-2125.1996.37117.x, PMID 8807153, PMC 2042648 (freier Volltext) – (englisch).
- Rida al-Tubuly: Effects of Retama raetam (Forssk.) Webb & Berthel.(Fabaceae) on the central nervous system in experimental animals. In: Arch. Biol. Sci., Belgrade. 63. Jahrgang, Nr. 4, 2011, S. 1015–1021, doi:10.2298/ABS1104015A (englisch).